# Eremogryllodes uvarovi
Eremogryllodes uvarovi är en insektsart som beskrevs av Lucien Chopard 1948. Eremogryllodes uvarovi ingår i släktet Eremogryllodes och familjen Myrmecophilidae. Inga underarter finns listade i Catalogue of Life.